# کوکا-کولا ایچجک
کوکا-کولا ایچجک (به ترکی استانبولی: Coca-Cola İçecek) شرکت نوشیدنی ترکیه‌ای است، که ۵۰ درصد از سهام آن متعلق به شرکت آنادولو افس و ۲۰ درصد از سهام آن در اختیار شرکت کوکاکولا می‌باشد.
شرکت کوکا-کولا ایچجک در سال ۱۹۶۴ تأسیس شد و در حال حاضر ششمین تولیدکننده محصولات کوکاکولا در جهان است، که محصولاتش را در کشورهای جمهوری آذربایجان، ترکیه، عراق، قزاقستان، قرقیزستان، پاکستان، سوریه، تاجیکستان، ترکمنستان و اردن عرضه می‌کند.
دفتر و کارخانه مرکزی این شرکت در شهر استانبول، ترکیه قرار دارد و بخشی از سهام آن در بازار بورس استانبول معامله می‌شود.